# Tritaxys scutellata
Tritaxys scutellata là một loài ruồi trong họ Tachinidae.